# Schönfleck
Schönfleck ist ein Gemeindeteil von St. Wolfgang im oberbayerischen Landkreis Erding.

## Lage
Der Weiler Schönfleck liegt zwei Kilometer nordwestlich des Rathauses des Gemeindehauptorts Sankt Wolfgang.

## Pestkreuz
Im Jahr 1783 wurde bei einem historischen Massengrab ein Marterl im Wald bei Schönfleck ein Marterl errichtet, um an die Toten einer Pestepidemie während des Dreißigjährigen Kriegs zu erinnern. Um 1638 gab es in fast allen Häusern der Umgebung von Schönfleck Fälle der schwarzen Beulenpest. Der Überlieferung nach entkamen nur sieben Personen und ein Gockel dem Schwarzen Tod. 1933 ersetzte der damalige Pfarrer das Marterl durch ein hölzernes Pestkreuz, auf dem folgende Inschrift angebracht ist: „Oh Wanderer stehe still, und lass Dir sagen, was vor 300 Jahren sich hier zugetragen: Drei schreckliche Geißeln rasten durchs Land: Hungersnot, Pest und der Schwedenbrand. Hier ruhen die Opfer des schwarzen Todes, drum bete für sie und empfiehl sie Gott. Dass er ihnen nach Schmerz und Erdenleid voll Erbarmen schenke des Himmels Seligkeit“.

## Bevölkerungsentwicklung

Schönfleck 3

Um 1871 gab es in Schönfleck 45 Einwohner. Im Mai 1987 lebten dort 21 Einwohner in fünf Wohngebäuden, von denen eines in zwei Wohnungen aufgeteilt war.
| Jahr      | 1871 | 1924 | 1950 | 1970 | 1987 |
| Einwohner | 45   | 30   | 28   | 29   | 21   |